# Samtredia

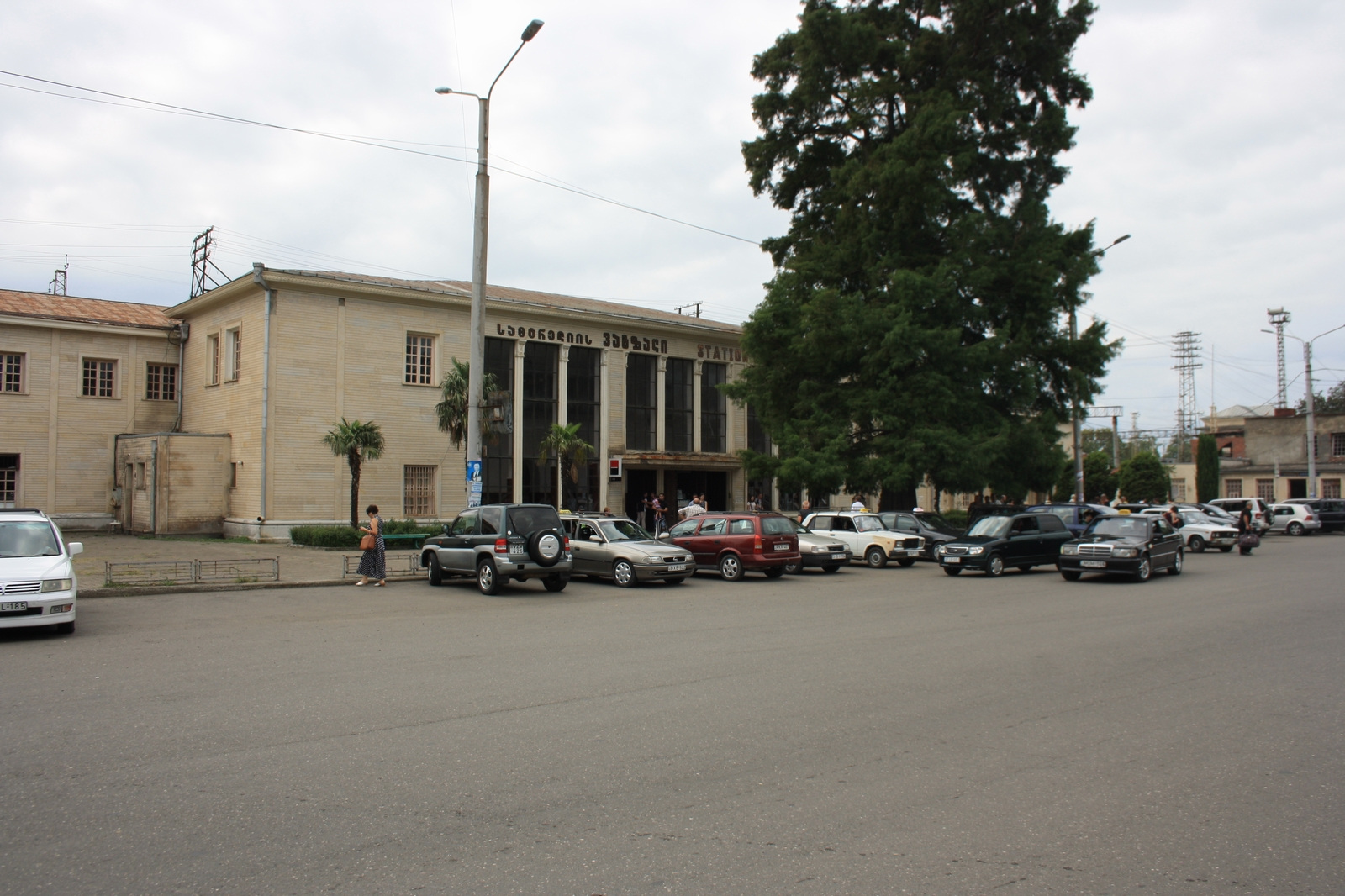
Empfangsgebäude des Bahnhofs

Samtredia (georgisch სამტრედია) ist eine Stadt in Georgien.

## Geografische Lage
Sie liegt in der Region Imeretien, 65 Kilometer landeinwärts vom Schwarzmeerhafen Poti und 40 Kilometer westlich von Kutaissi in der Kolchischen Tiefebene. Sie hat 25.318 Einwohner (2014).

## Geschichte
Samtredia liegt an der 1872 in Betrieb gegangene Bahnstrecke Poti–Baku, der ältesten Bahnstrecke Georgiens. Nachdem das Gebiet um Batumi durch den Berliner Vertrag von 1878 vom Osmanischen Reich an das Russische Kaiserreich abgetreten worden war, wurde unverzüglich der Bau eines Eisenbahnanschlusses für Batumi begonnen. Dieser zweigte in Samtredia von der Bestandsstrecke ab. Um diesen Abzweigbahnhof entstand die Stadt ab 1874 und entwickelte sich bald zu einem Industriezentrum.
Im georgischen Bürgerkrieg war die Stadt 1993 von den Anhängern des früheren Präsidenten Swiad Gamsachurdia besetzt. Bei Angriffen der Regierungstruppen unter Eduard Schewardnadse wurde die wirtschaftliche Infrastruktur weitgehend zerstört.

## Wirtschaft
Größte Arbeitgeber sind heute eine Speiseeisfabrik, eine Zementfabrik und ein Asphaltunternehmen. Die Georgische Eisenbahn, Sakartwelos Rkinigsa, unterhält umfangreiche Anlagen für den Güter- und Personenverkehr. Kleinere Unternehmen konzentrieren sich auf die Herstellung von Bekleidung und Haushaltswaren.

## Bildung und Kultur

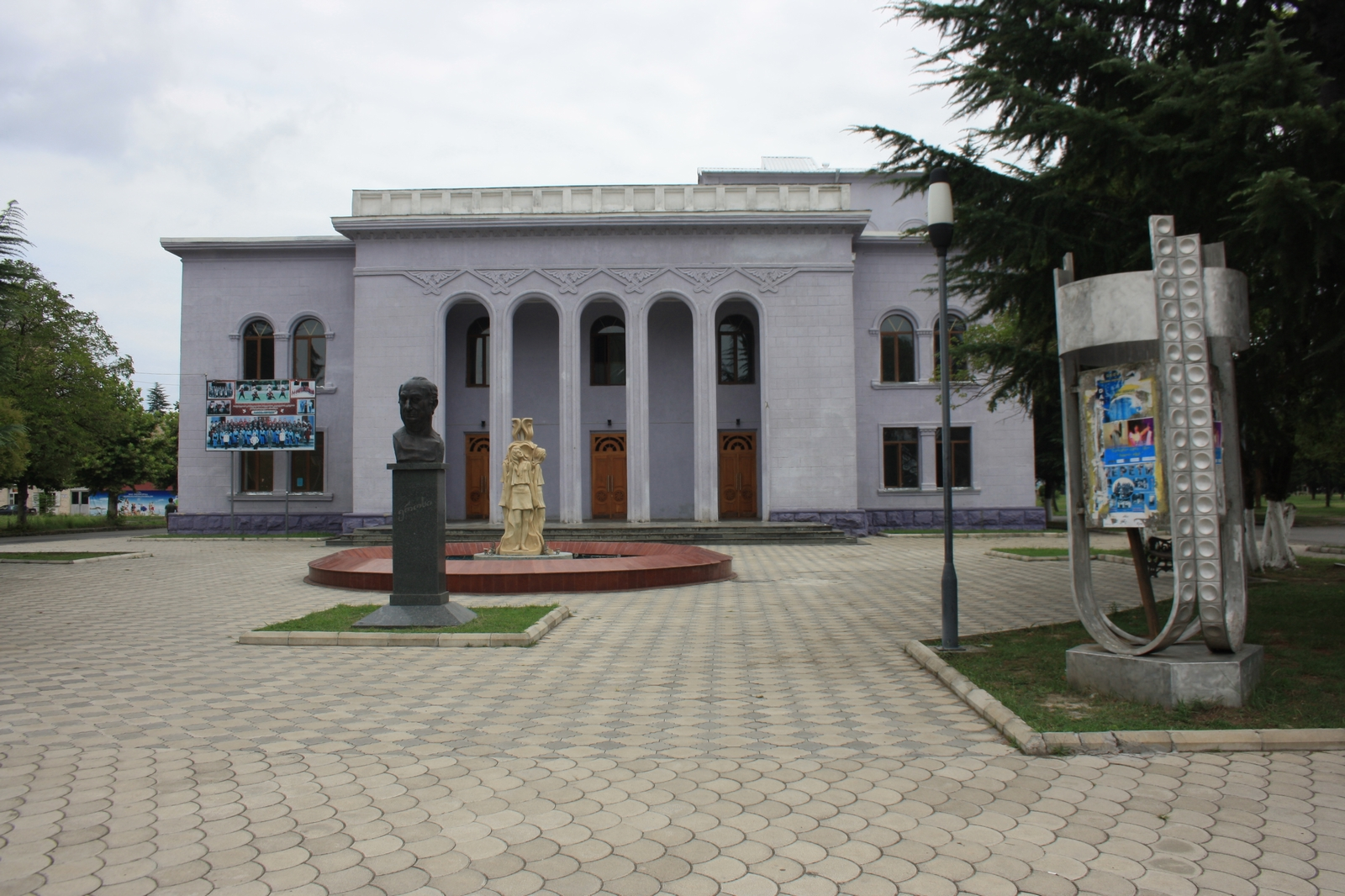
Theater

Klima in Samtredia

Die Stadt hat ein Theater, elf öffentliche Schulen, zwei Privatschulen und eine Fachschule für Landwirtschaft.

## Verkehr
Neben dem genannten Eisenbahnknoten ist die Fernstraße S1 bedeutend, an der die Stadt liegt.
Der internationale Flughafen Kopitnari liegt nur 12,5 km östlich von Samtredia.

## Söhne und Töchter der Stadt
- Johann Nikuradse (1894–1979), Ingenieur und Physiker
- Alexander Nikuradse (1900–1981), Physiker und Geopolitiker
- Akaki Chachua (* 1969), Ringer
- Kacha Kaladse (* 1978), Fußballspieler, Bürgermeister von Tiflis
- Dawit Dschodschua (* 1989), Schachspieler
- Solomon Kwirkwelia (* 1992), Fußballspieler
- Meri Arabidse (* 1994), Schachspielerin
- Lewan Schengelia (* 1995), Fußballspieler
- Jimmy Tabidse (* 1996), Fußballspieler